# Callithomia smalli
Callithomia smalli är en fjärilsart som beskrevs av Fox 1968. Callithomia smalli ingår i släktet Callithomia och familjen praktfjärilar. Inga underarter finns listade i Catalogue of Life.